# Lovisa kyrka
Lovisa kyrka är en kyrkobyggnad i staden Lovisa, Nyland, Finland. Kyrkan, som tillhör den Evangelisk-lutherska kyrkan i Finland, är en korskyrka i rödtegel med en 54 meter hög klockstapel över den östra ingången. 
Kyrkan byggdes 1863–1865 i nygotisk stil enligt ritningar av Georg Theodor Chiewitz och Julius Basilier. Ritningarna av Chiewitz från år 1857 ansågs vara bra, men alltför dyra. Basilier, som var Chiewitz assistent, tog över projektet efter dennes död 1862 och gjorde en mindre och billigare version, men byggnadskostnaderna blev ändå stora.
Kyrkan renoverades senast år 2011.
Kyrkans placering är rätt iögonenfallande. När man kör in i Lovisa centrum västerifrån, känns det som om man skulle köra rakt in i  kyrkan. Vägen svänger naturligtvis innan dess, men i sista stund. Man kan alltså säga att det är svårt att missa kyrkan när man kommer till Lovisa, men det lyckas i alla fall.
Kyrkan är hemkyrka för både Agricola svenska församling och Agricola finska församling.

## Tidigare kyrkor
En tidigare kyrka förstördes när staden brann 1855.

## Inventarier
Kyrkklockorna är från 1700-talet och kommer från den tidigare kyrkan, som förstördes då staden brann 1855. Från den nedbrunna kyrkan räddades också en altartavla, som finns ovanför den norra dörren i den nuvarande kyrkan, ett krucifix över den södra dörren och en mässingskrona i sakristian.
Lovisa kyrka har ingen altartavla, utan i stället en gipskopia av den danske konstnären Bertel Thorvaldsens Kristus-staty från år 1839.

### Orgel
Orgeln i Lovisa kyrka är ett historiskt instrument från år 1898, byggt av orgelfirman Jens Zachariassen. Orgeln kom att bli Zachariassens näst största orgel, opus 92, och är den största bevarade av hans orglar. Den största fanns i Viborgs domkyrka och försvann i samband med att Sovjetunionen förstörde domkyrkan. 
Orgeln i Lovisa hade ursprungligen 35 stämmor fördelade på tre manualer och pedal. År 1921 installerades elektricitet i Lovisa kyrka och år 1923 inköptes en fläkt. Åren 1968–1971 kompletterades orgeln med ett ryggpositiv som tillverkades av Veikko Virtanen och Hans Heinrich arbetade med renoveringsarbetet. Det pneumatiska systemet ersattes av ett elektropneumatiskt och ett nytt spelbord ersatte det gamla.
Lovisa kyrkas orgel är den enda av Zachariassens bevarade tremanualiga orglar.

## Andra kyrkor i Lovisa
Valkom kyrka, nära hamnen, är en betongkyrka som invigdes 1968. Den användes först som sjömanskyrka, men övergick senare helt i församlingsbruk. Numera är den såld och i omändrad till privata bostäder.
Begravningskapellet ligger vid Nya begravningsplatsen och är från 1980-talet.